# معايير مهنية وطنية
تحدد المعايير المهنية الوطنية (NOS) معايير الأداء في المملكة المتحدة التي يُتوقع من الأفراد تحقيقها في عملهم، والمعرفة والمهارات التي يحتاجونها لأداء العمل بفعالية.

## التعريف
وفقًا لهيئة قطاع تنمية المهارات (SSDA، من 1 أبريل 2008 تم استبدالها بـلجنة المملكة المتحدة للتشغيل والمهارات)، فإن المعايير المهنية الوطنية تنص على نتائج أداء قابلة للقياس يُتوقع من الفرد العمل وفقًا لها في مهنة معينة. وبعد أن قام العديد من الموظفين في أرجاء المملكة المتحدة بتطويرها، نصت المعايير المهنية الوطنية على المهارات، والمعرفة، والفهم المطلوب للأداء بكفاءة في أماكن العمل.

## التغطية
تعد المعايير المهنية الوطنية، التي وافقت عليها الهيئات التنظيمية في حكومة المملكة المتحدة، متوفرة تقريبًا في كل دور بكل قطاع في المملكة المتحدة. على سبيل المثال، تتوفر معايير مهنية وطنية لما يلي:
- العاملون في مجال حسن الضيافة، والمتعة والترفيه في أوقات الفراغ، والسفر، والسياحة
- عمال الرعاية
- المدربون الرياضيون
- موظفو المتاحف
- مراقبو السلوك
- العاملون في الحفاظ على البيئة.

جميع المعايير المهنية الوطنية المعتمدة متوفرة للتنزيل مجانًا من دليل المعايير المهنية الوطنية.

## مكونات المعايير المهنية الوطنية
وفقًا لهيئة قطاع تنمية المهارات، يجب أن تشتمل وحدة المعايير المهنية الوطنية على:
- عنوان، يعكس المحتوى الذي تتضمنه المعايير المهنية الوطنية
- نظرة عامة، هي جزء تمهيدي يقدم ملخصًا موجزًا للمعايير المهنية الوطنية لمساعدة المستخدم في الحكم على ما إذا كانت ذات صلة بالنسبة له أو لا
- معايير الأداء، لتحديد ما هو متوقع من الفرد بالتفصيل
- المعرفة والفهم، ما يحتاج الفرد إلى معرفته و/أو فهمه لتمكينه من تلبية معايير الأداء

ويمكن أن تشتمل المعايير المهنية الوطنية على قسم يتناول:
- الإطار، لتحديد مجموعة من الظروف أو الحالات التي لها تأثير حاسم على النشاط عند تنفيذ معايير الأداء
- العناصر. ويمكن تقسيم المعايير المهنية الوطنية إلى عنصرين منفصلين أو أكثر لتصنيف أنشطة الفرد التي ينبغي القيام بها.
- القيم والسلوكيات، وهي السمات الشخصية للفرد التي من المتوقع أن تسود داخل المعايير المهنية الوطنية.

## استخدام المعايير المهنية الوطنية
يمكن استخدام المعايير المهنية الوطنية لدعم جميع أنشطة التنمية وإدارة الموارد البشرية، كما هو مبين في مجموعة الأدوات التي وضعت للمهارات الخاصة بالعدالة لدعم استخدام المعايير المهنية الوطنية للمشورة القانونية.
كما يتم أيضًا استخدام المعايير المهنية الوطنية في المملكة المتحدة كأساس للمؤهلات المهنية الوطنية والمؤهلات المهنية الأسكتلندية.

## وصلات خارجية
- NOS Directory
- UK Commission for Employment and Skills نسخة محفوظة 20 يونيو 2013 على موقع واي باك مشين.